# Charles Edward Magoon

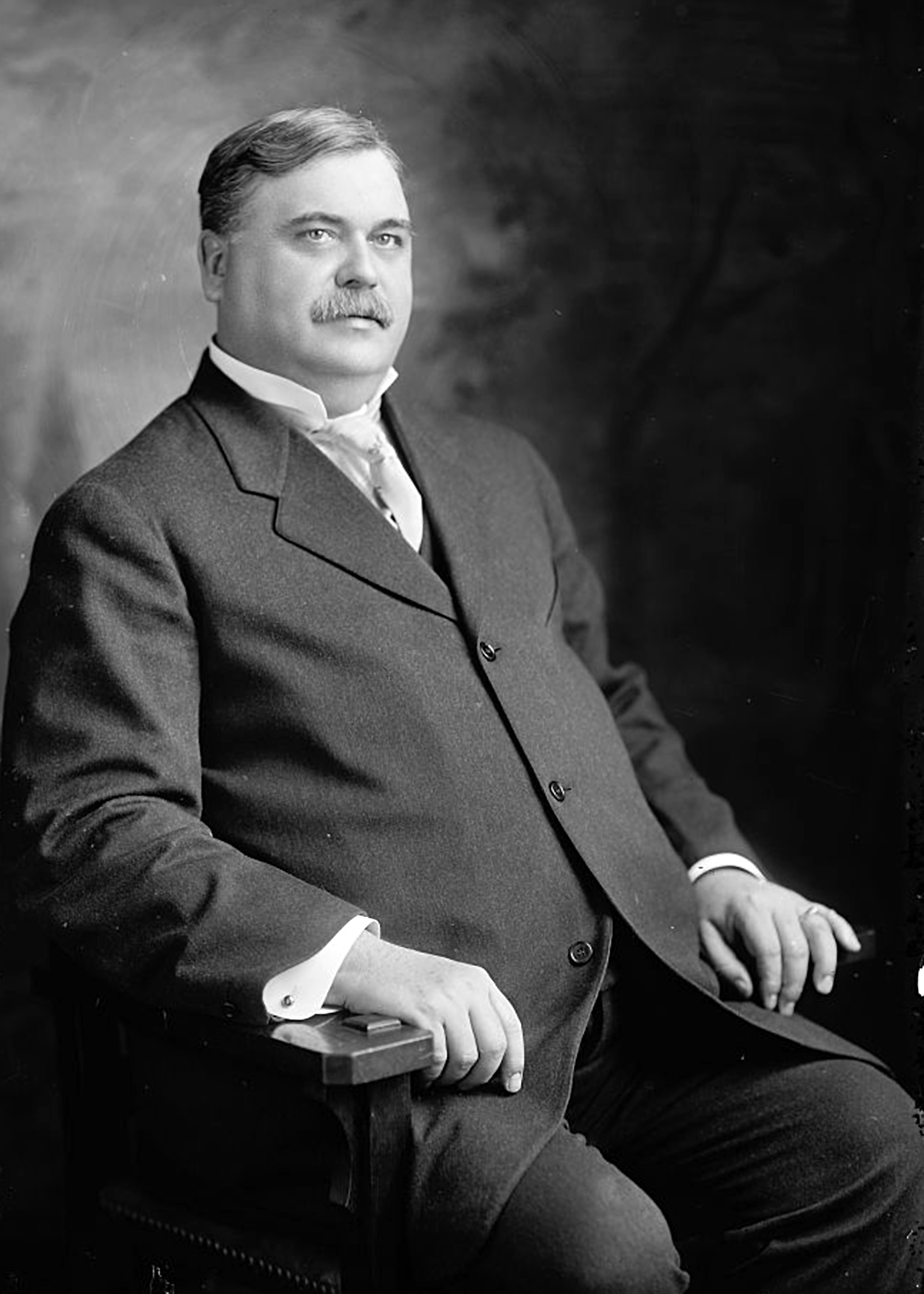
Charles Edward Magoon

Charles Edward Magoon (* 5. Dezember 1861 in Owatonna, Minnesota; † 14. Januar 1920 in  Washington, D.C.) war ein US-amerikanischer Jurist, Politiker und Diplomat. Er war Gouverneur der Panamakanalzone, Botschafter in Panama sowie Gouverneur von Kuba.

## Leben
Seine Eltern waren Mehitable Wyman Clement († 1898) und Henry C. Magoon (1814–1862), Abgeordneter im Parlament von Nebraska. Seine Familie zog mit Charles Magoon nach Nebraska, als er noch ein kleines Kind war. 1876 begann er ein Vorstudium an der University of Nebraska-Lincoln, 1878 ein Hauptstudium. 1879 verließ die Universität, um die Rechtswissenschaften bei einer bekannten Kanzlei zu studieren. 1882 erhielt er die Zulassung als Rechtsanwalt. Später wurde er als Rechtsanwalt in Lincoln zugelassen und Partner in einer Anwaltssozietät.
Er fungierte als Syndikus der Nationalgarde in Nebraska und ließ sich Judge (Richter) nennen.

### Tätigkeit im Kriegsministerium
1899 war Magoon als Syndikus der 1898 gegründeten Division of Customs and Insular Affairs, welche 1900 in Bureau of Insular Affairs im Kriegsministerium der Vereinigten Staaten umbenannt wurde, eingestellt worden.
Für Kriegsminister Russell Alexander Alger entwickelte Magoon ein Prinzip für die Besatzungspolitik der USA, nach dem Motto The Constitution follows the flag (Die Rechte der US-Verfassung gelten für die Menschen im Machtbereich der US-Armee). Nach dieser Auffassung hatten die Bewohner von Puerto Rico und der Philippinen ab dem Übergang der Territorien unter US-Hoheit die Bürgerrechte der Vereinigten Staaten. Dies wäre bei den Territorien, die durch den Spanisch-Amerikanischen Krieg in den Hoheitsbereich der USA kamen, mit der Unterzeichnung eines Vertrages von Paris am 10. Dezember 1898 der Fall gewesen. Das Politikkonzept lag als Entwurf vor und war zum Rücktritt von Alger noch nicht veröffentlicht.

### Imperiale Okkupationspolitik
Im August 1899 wurde Elihu Root Kriegsminister und Magoon entwickelte eine Begründung, weshalb die Verfassung nur nach Beschluss durch das Parlament im US-Hoheitsbereich gelten soll. Er wurde sein eigener Advocatus Diaboli. Nun argumentierte er, abgestimmt auf die US-Judikative, mit Präzedenzfällen: Da das US-Parlament damit befasst wurde, ob die Verfassung auf das Nordwestterritorium und beim Louisiana Purchase anzuwenden sei, kann im Umkehrschluss die Verfassung nicht automatisch für US-Hoheitsgebiet gelten.
1902 wurde vom Kriegsministerium von ihm : Reports on The Law of Civil Government in Territory Subject to Military Occupation by the Military Forces of the United States, etc. (Berichte zum Gesetz für Zivilregierungen in Gebieten unter Militärischer Besatzung durch die Streitkräfte der Vereinigten Staaten) herausgegeben. Es wurde mehrmals nachgedruckt und gilt als grundlegendes Werk zu diesem Thema.

### Isthmian Canal Commission
Ende 1903 kündigte Root an, als Kriegsminister in den Ruhestand zu treten. Theodore Roosevelt ernannte Magoon im Juni 1904 zum General Counsel der Isthmian Canal Commission, welche die Erstellung des Panamakanales koordinierte. Als General Counsel arbeitete er unter dem Vorsitz von John Grimes Walker, war aber kein Beauftragter gewesen.
Am 29. März 1905 forderte Roosevelt alle Mitglieder der Isthmian Canal Commission sowie den Gouverneur der Panama Canal Zone, George Whitefield Davis zum Rücktritt auf. Kriegsminister William Howard Taft nannte als Begründung für diesen Schritt das Ungeschick der Kommission vor allem im Zusammenhang mit der sanitären Situation in der Kanalzone sowie fehlendem Konsens in der Kommission. Einige Tage später wurde ein Wechsel der Kommission bekannt gegeben. Magoon wurde Gouverneur und Mitglied der Kommission. Magoon saß mit Theodore P. Shonts (1856–1919), dem Präsidenten der Interborough Rapid Transit Company, der Kommission vor. Die neue Kommission hatte sieben Mitglieder. Sie wurde durch ein Gesetz des Parlamentes bestellt. Die Verantwortlichkeiten in der neuen Kommission waren geregelt.

### Gouverneur der Panamakanalzone und Botschafter in Panama

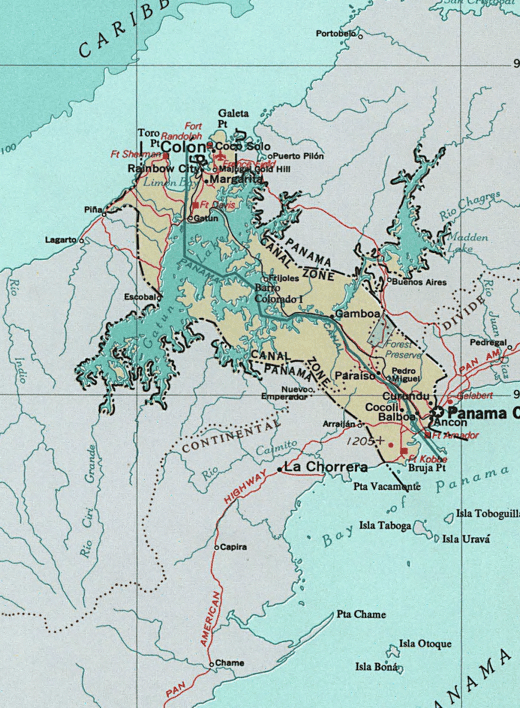
Panamakanal-Zone

Auf Initiative der Theodore Roosevelt-Regierung spaltete sich Panama am 3. November 1903 von Kolumbien ab. Der Hay-Bunau-Varilla-Vertrag erlaubte der US-Regierung, den Panamakanal zu bauen, und räumte ihr die freie Verfügung über die Hoheitsrechte für die Panamakanalzone ein.
Als Gouverneur ließ Magoon die Gesetze von Panama durch Übersetzer des Kriegsministeriums ins Englische übersetzten und am 9. Mai 1904 als Gesetz in der Kanalzone einführen, so hatten die Gesetze einen quasi spanischen Ursprung. Neben finanziellen Schwierigkeiten war der erste Versuch von Ferdinand de Lesseps zum Bau des Kanals an Gelbfieber und Malaria gescheitert. Der Theorie, dass diese Krankheiten durch die Anopheles übertragen würden, stand Magoon skeptisch gegenüber. Er argumentierte, dass in diesem Fall die einheimische Bevölkerung in höherem Maß betroffen sein müsste.
Am 2. Juli 1905 ernannte Theodore Roosevelt, Magoon zum US-Botschafter in Panama.

### Our Mismanagement in Panama
Poultney Bigelow, Sohn des US-Konsuls in Paris, John Bigelow, veröffentlichte am 4. Januar 1906 einen Artikel im The Independent Magazine mit dem Titel Our Mismanagement in Panama. Der Bericht kritisierte die sanitären Bedingungen, unter welchem die Arbeiter der Panamakanalbaustelle in Colón leben mussten.
Magoon erwiderte auf diesen Artikel, dass Bigelow für seine Vorortrecherchen weniger als zwei Tage, von denen einer der Thanksgiving Day war, aufwendete.
Im Februar war Magoon zu einer Anhörung vor dem Senats-Ausschuss für die Kanalverwaltung geladen worden. Thema war der Bigelow-Artikel sowie Magoons Gesetzgebung in der Kanalzone. Die Übernahme der Strafgesetzgebung von Panama führte dazu, dass auch in der Kanalzone US-Staatsbürger nicht vor Gericht gestellt werden durften, was der Rechtskonstruktion Panamakanalzone einen wesentlichen Teil der Judikative entzog.
Es gab kein offizielles Ergebnis dieser Anhörung. Das Parlament erließ eine Reform des Konsulargesetzes, welche in Zukunft Botschaftspersonal die Ausübung weiterer Regierungsfunktionen versagte. Statt Magoon von einer seiner beiden Funktionen als Botschafter in Panama und Gouverneur in der Kanalzone zu entbinden, wurde er zum stellvertretenden Generalgouverneur auf den Philippinen berufen. Noch bevor er dieses Amt antrat, wurde er zum Gouverneur von Kuba ernannt.

### Gouverneur von Kuba
Der mit dem Platt Amendment ins Präsidentenamt von Kuba gekommene Tomás Estrada Palma sah seine zweite Amtsperiode aufgrund von Protesten 1906 gefährdet und bat die USA um Intervention. William Howard Taft übernahm die Regierung auf Kuba am 1. Oktober 1906 mit Unterstützung von zwei Kriegsschiffen und 5600 Marineinfanteristen.
Am 13. Oktober 1906 wurde Magoon Gouverneur von Kuba. Magoon kündigte über seine Herrschaft in Kuba in einem Zeitungsartikel an, er würde die ihm gestellten Aufgaben zur Erhaltung der Verfassung und der Unabhängigkeit Kubas erfüllen.
In den Vereinigten Staaten wurde die Aufgabe von Magoon als ein Erhalt des Friedens und als Entwaffnung der Miliz auf Kuba wahrgenommen. Die zweite Intervention in Kuba galt in den USA als eine frühe humanitäre Friedensmission.
Am 29. Januar 1909 wurde die Regierung an José Miguel Gómez übergeben.
Nach dem Amt als Gouverneur von Kuba ging Magoon in Pension und reiste ein Jahr in Europa. Er starb 1920 an Appendizitis in Washington, D.C.

## Veröffentlichungen
- Informe de la administración provisional, desde 13 de octubre de 1906 hasta el 1° de diciembre de 1907 por Charles E. Magoon, gobernador provisional (Havana, Imprenta y Papelería de Rambla y Bouza, 1908).